# Agrius nigricans
Agrius nigricans är en fjärilsart som beskrevs av Cannaviello 1900. Agrius nigricans ingår i släktet Agrius och familjen svärmare. Inga underarter finns listade i Catalogue of Life.